# Q (エミュレータ)
Q (キュー [kju:]) は、Mac OS Xで機能するエミュレータソフトウェアである。Q - [kju:] と表記する事もある。ファブリス・ベラルド (Fabrice Bellard) の開発したオープンソースでノーブランドのプロセッサ・エミュレータであるQEMUをマイク・クローネンバーグ (Mike Kronenberg) が移植したものである。エミュレーション実行のために、CocoaとCore Image、Core AudioといったAppleの技術を利用している。Mac OS XでWindowsやx86プロセッサのアーキテクチャに基づくそのほかのオペレーティングシステムを作動させる。
Qは、コマンドラインインタプリタであるQEMUとは異なり、グラフィカルユーザインタフェースを備えている。